# Дом Краусса
Дом Краусса — доходный дом в Киеве на улице Антоновича, 32. Оригинальный памятник жилой архитектуры Киева последней четверти XIX века. В результате переработки фасада современными владельцами и арендаторами помещений архитектура здания претерпела значительные изменения.
Решением исполнительного комитета Киевского горсовета народных депутатов № 49 от 21 января 1986 здание поставлено на учёт памятников архитектуры.

## История

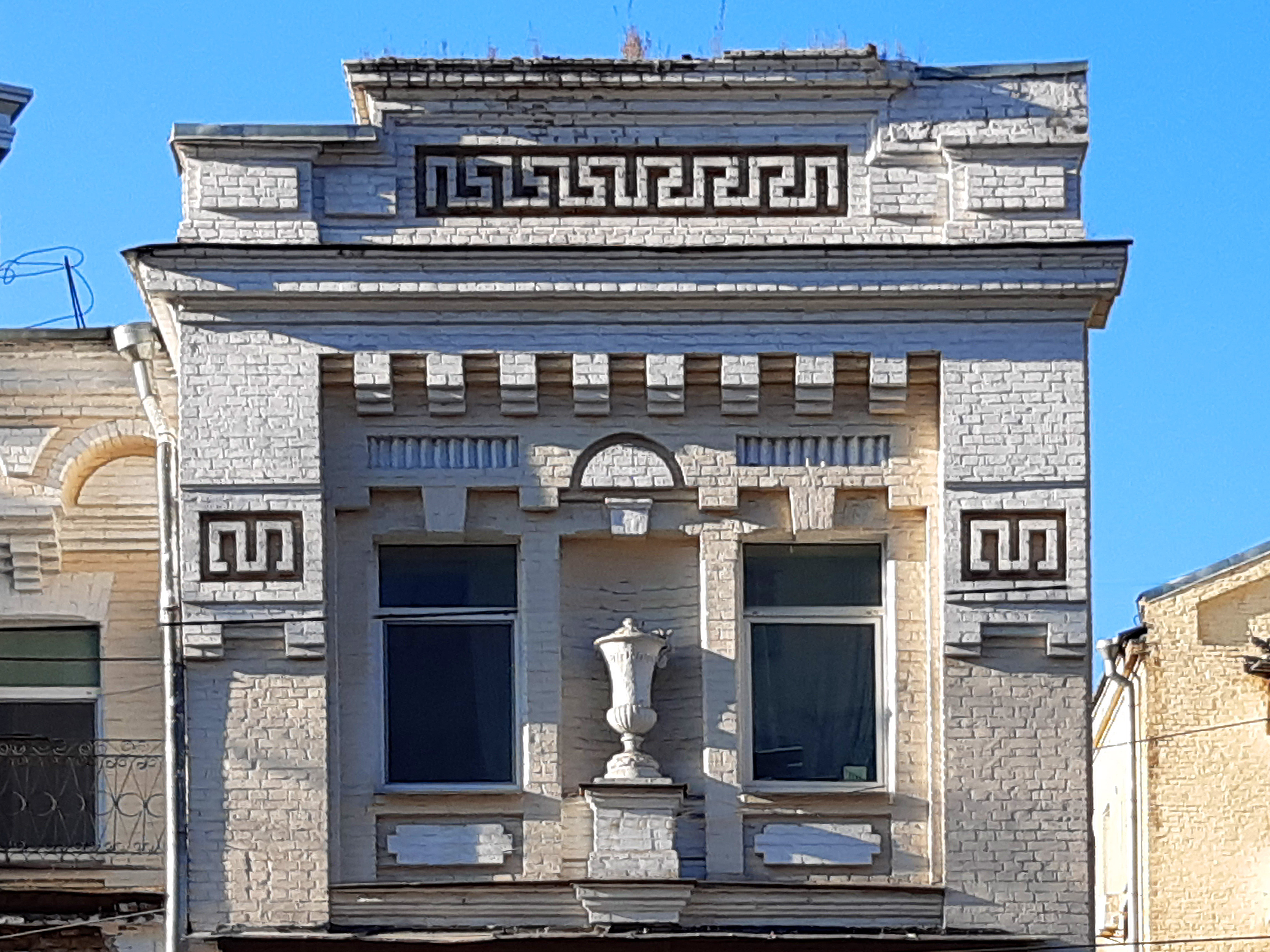
Декор: аттик c меандровым фризом, ваза в простенках между окнами

По состоянию на 1882 участком владел Адам Кострубокий. В 1887 новым владельцем стал архитектор Андрей Краусс, который для себя построил доходный дом. В ноября 1888 году усадьбу приобрёл итальянский подданный Наполеон Белли.
В 1922 году дом национализировали большевики.

## Архитектура

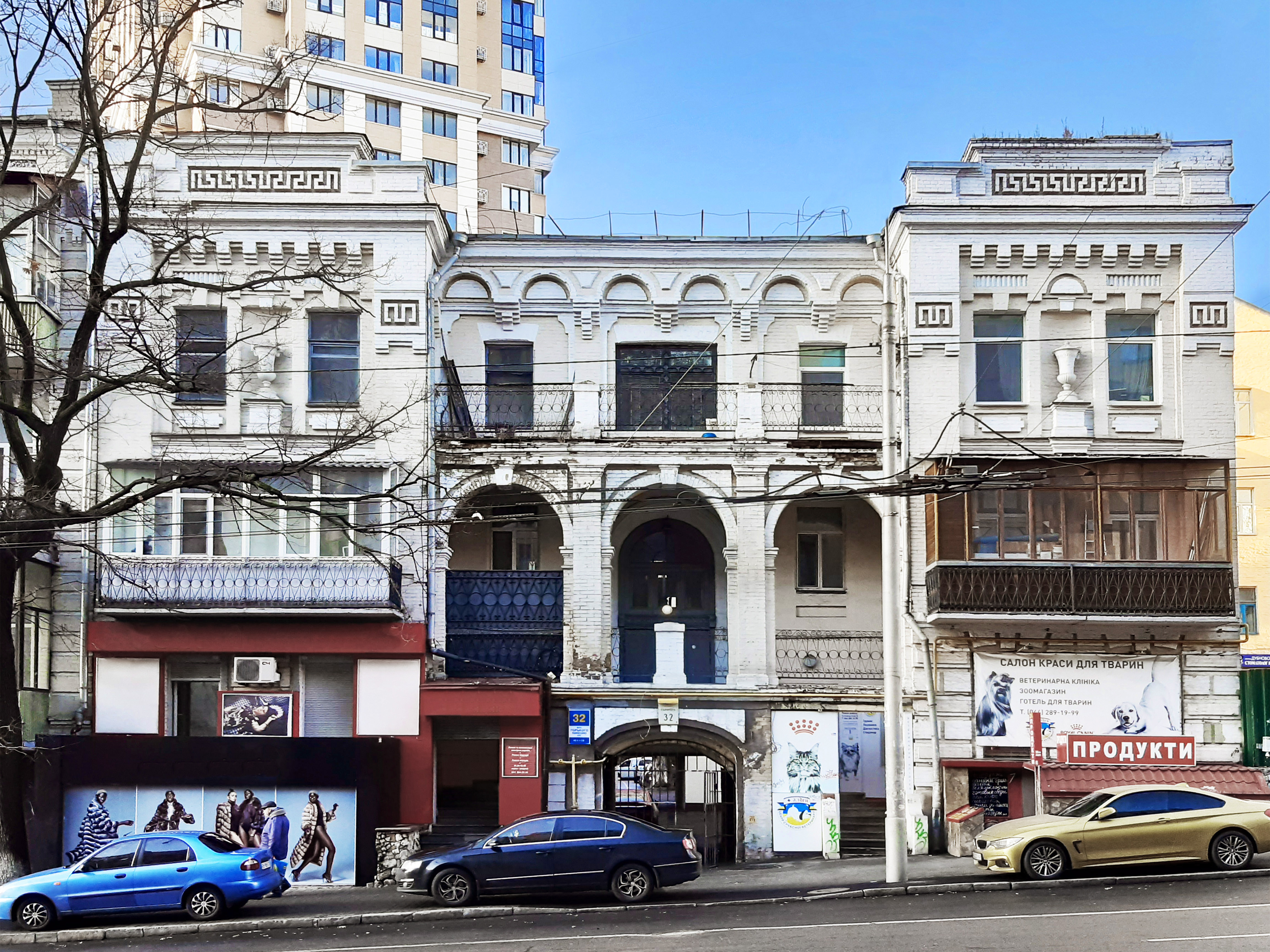
Фасад с застеклёнными балконами, кондиционерами и рекламой

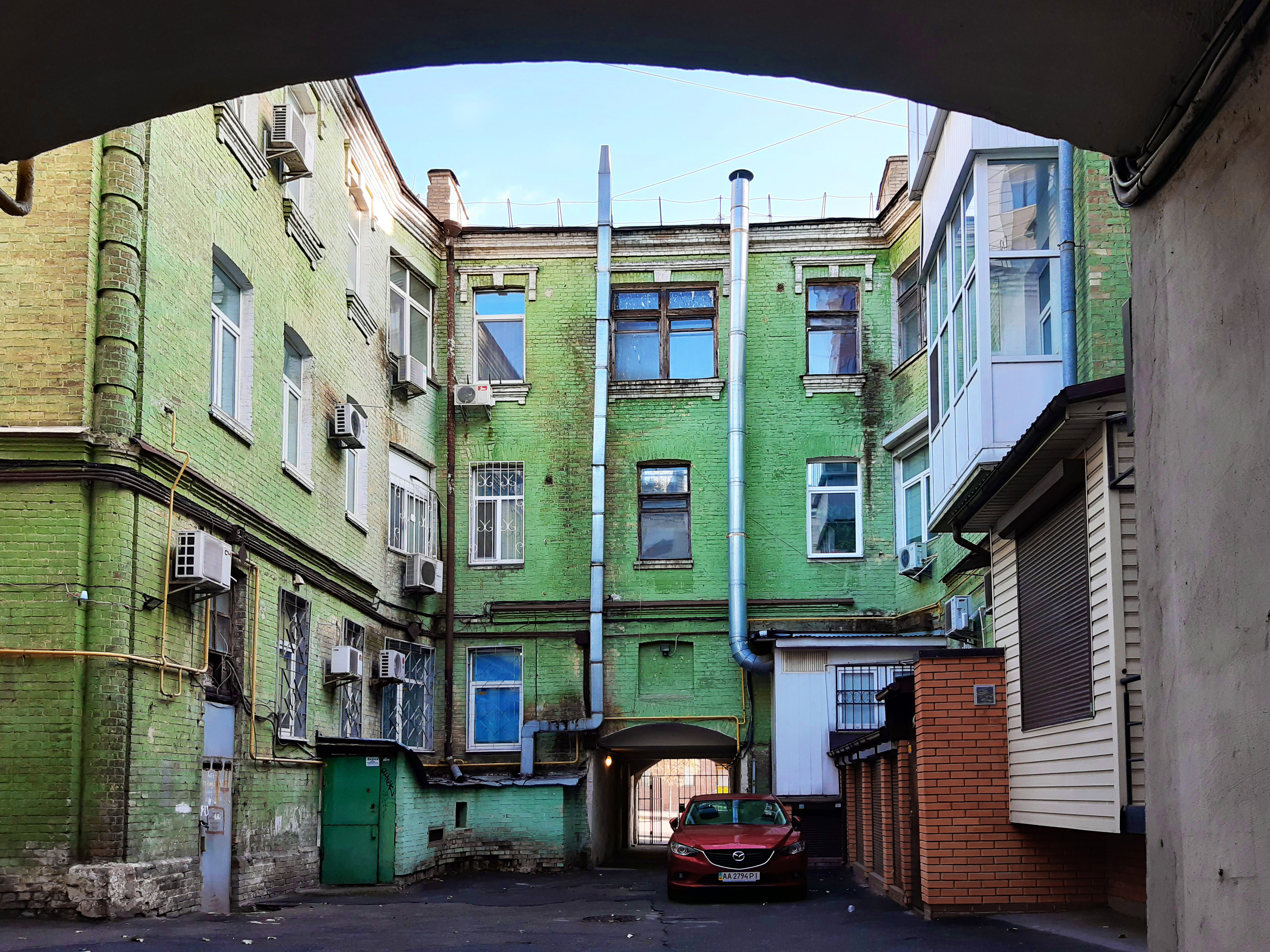
Подворье

Трёхэтажный с полуподвальным этажом дом построен в 1887—1888 годах. Лицевой фасад оформлен в стиле неоренессанс.
Кирпичное сооружение имеет внутренний двор с флигелем 1888 года, покатую крышу и плоские перекрытия. На плане П-образное.
На каждом этаже расположены по две квартиры с коридорной планировкой.
Композиция лицевого фасада симметрична. По оси размещены проезд и аркада входной лоджии с парадной лестницей. В парадном пол мозаичный. В крыле дома есть чёрная лестница.
Фасад украшен ажурными коваными ограждениями балконов и лепными деталями. Дом фланкированный ризалитами, которые увенчаны прямоугольными аттиками с c меандровым фризом.
Над аркадой — терраса с арковым фризом. Первый этаж декорирован рустиком. В простенках между окнами третьего этажа размещены вазы на пьедесталах. Балконы на лепных кронштейнах.
Первоначально перед домом стояли скульптуры, но они не сохранились.
По определению исследователей, «необычное объёмно-пространственное решение и выразительная стилистика сооружения имеют художественную ценность» .